# Н’Диай, Альфред
Альфре́д Н’Диа́й (фр. Alfred N'Diaye; род. 6 марта 1990, Париж) — сенегальский и французский футболист, полузащитник клуба «Малага». Выступал за национальную сборную Сенегала.

## Карьера

### Ранние годы
Альфред начал свою карьеру в клубе «Вандёвр» из города Вандёвр-ле-Нанси. В 14 лет он оказался в футбольной школе «Нанси», самого большого и сильного клуба Лотарингии, с которым в 2006 году он подписал первый в своей жизни профессиональный контракт.

### «Нанси»
Н’Диай дебютировал за основную команду клуба в возрасте 17 лет в матче Кубка лиги, выйдя на замену в матче против «Ланса», проигранного со счетом 0-3. После этого матча он ещё год играл в Любительской Лиге, выступая за вторую команду «Нанси».
Однако в сезоне 2008/09 Н’Диай все-таки пробился в основную команду лотаринжского клуба, получив 29 игровой номер и дебютировав в Лиге 1, выйдя на замену в матче против «Лилля», завершившегося со счетом 0:0. Двумя месяцами позже он впервые вышел в футболке «Нанси» в стартовом составе в ничейном матче против «Пари Сен-Жермен», сыгранный вничью 1:1. Игра Альфреда положительно повлияла на мнение главного тренера лотаринжцев Пабло Корреа, и с тех пор он стал постоянно появляться в стартовом составе.

### «Бурсаспор»
1 июля 2011 года на официальном сайте «Нанси» появилась информация, что Альфред Н’Диай перешёл в турецкий клуб «Бурсаспор». Сумма, уплаченная за 21-летнего француза, составила €3 млн.

### «Сандерленд»
9 января 2013 года было объявлено о том, что Н’Диай перебрался в Англию, а именно в клуб Премьер-лиги «Сандерленд» за €4.7 млн. За свой новый клуб Альфред будет выступать под номером 4.